# Power China
Power China ou Power Construction Corporation of China est une entreprise de construction chinoise créée en septembre 2011.